# Tokoname
Tokoname (jap. 常滑市 Tokoname-shi) – miasto w Japonii, w prefekturze Aichi, na wyspie Honsiu, w zachodniej części nasady półwyspu Chita.

## Położenie
Miasto leży w południowej części prefektury nad zatoką Ise. Graniczy z:
- Chita
- Agui
- Mihama
- Handa
- Taketoyo

## Historia
- Miasto jest znane dzięki prawie 1000-letniej tradycji wyrobu ceramiki. Wyroby z Tokoname należą do jednej z sześciu grup tradycyjnej ceramiki w Japonii[1].
- Miasto Tokoname powstało 1 kwietnia 1954 roku w wyniku połączenia miasteczek: Tokoname, Onizaki, Nishiura, Ōno i wioski Miwa[2].
- 31 marca 1957 roku teren miasta powiększył się o miasteczko Kosugaya (jap. 小鈴谷町)[2].
- 17 lutego 2005 roku otwarto w pobliżu miasta na sztucznej wyspie Międzynarodowy Port Lotniczy Chūbu – lotnisko dla miasta Nagoja[3].

## Populacja
Zmiany w populacji Tokoname w latach 1970–2015:
| Rok  | Populacja |
| ---- | --------- |
| 1970 | 54 168    |
| 1975 | 54 865    |
| 1980 | 54 345    |
| 1985 | 53 077    |
| 1990 | 51 784    |
| 1995 | 50 854    |
| 2000 | 50 183    |
| 2005 | 51 265    |
| 2010 | 54 858    |
| 2015 | 56 547    |

## Galeria – ceramika Tokoname

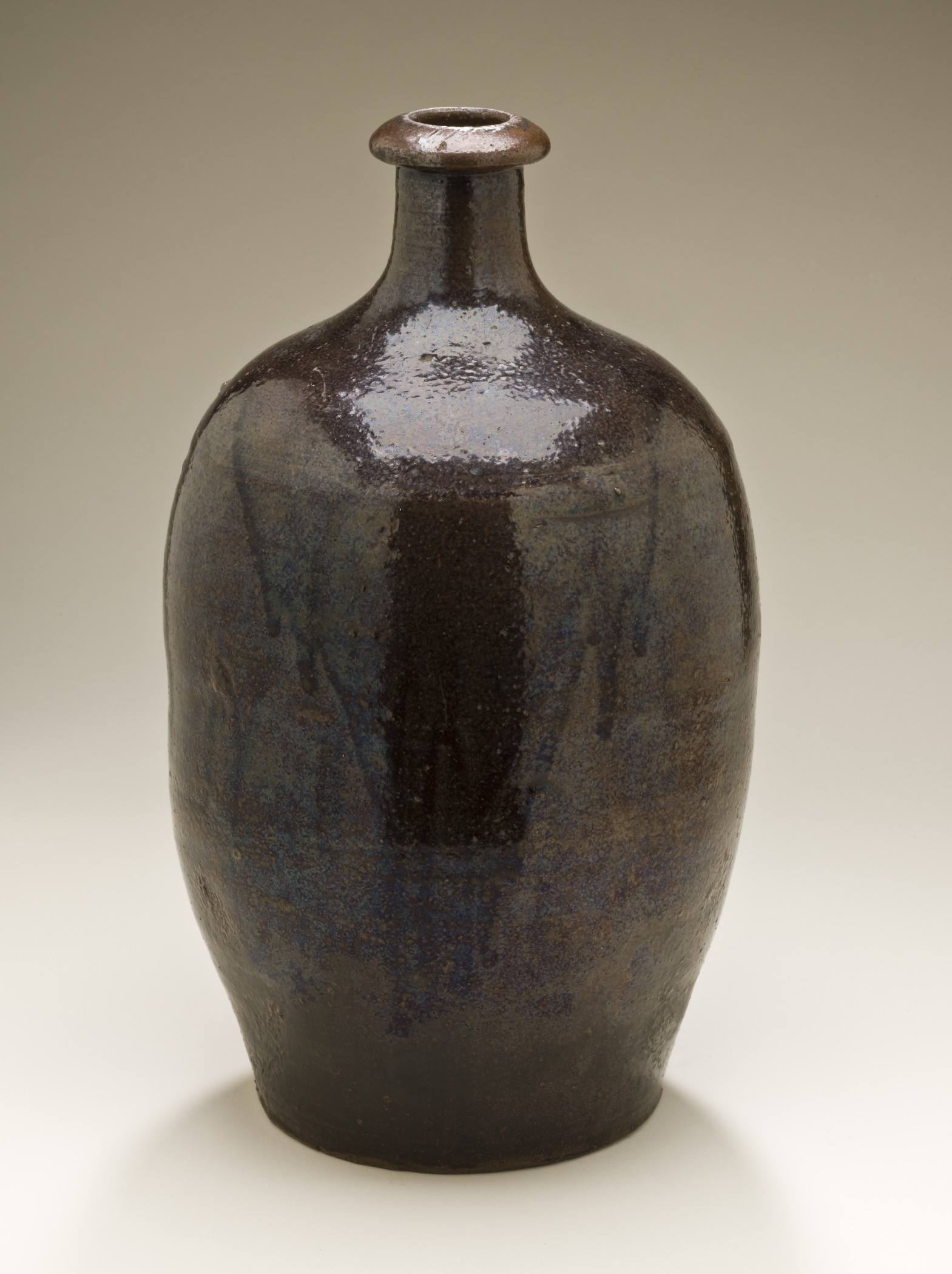
Butelka do sake
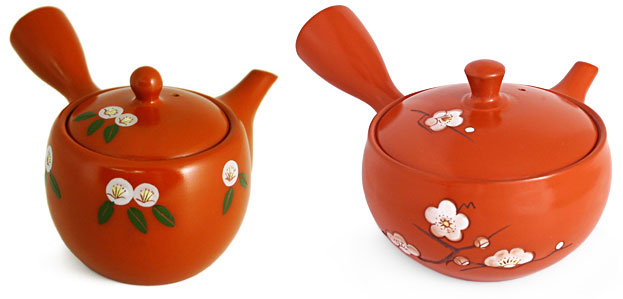
Czajniczki do herbaty
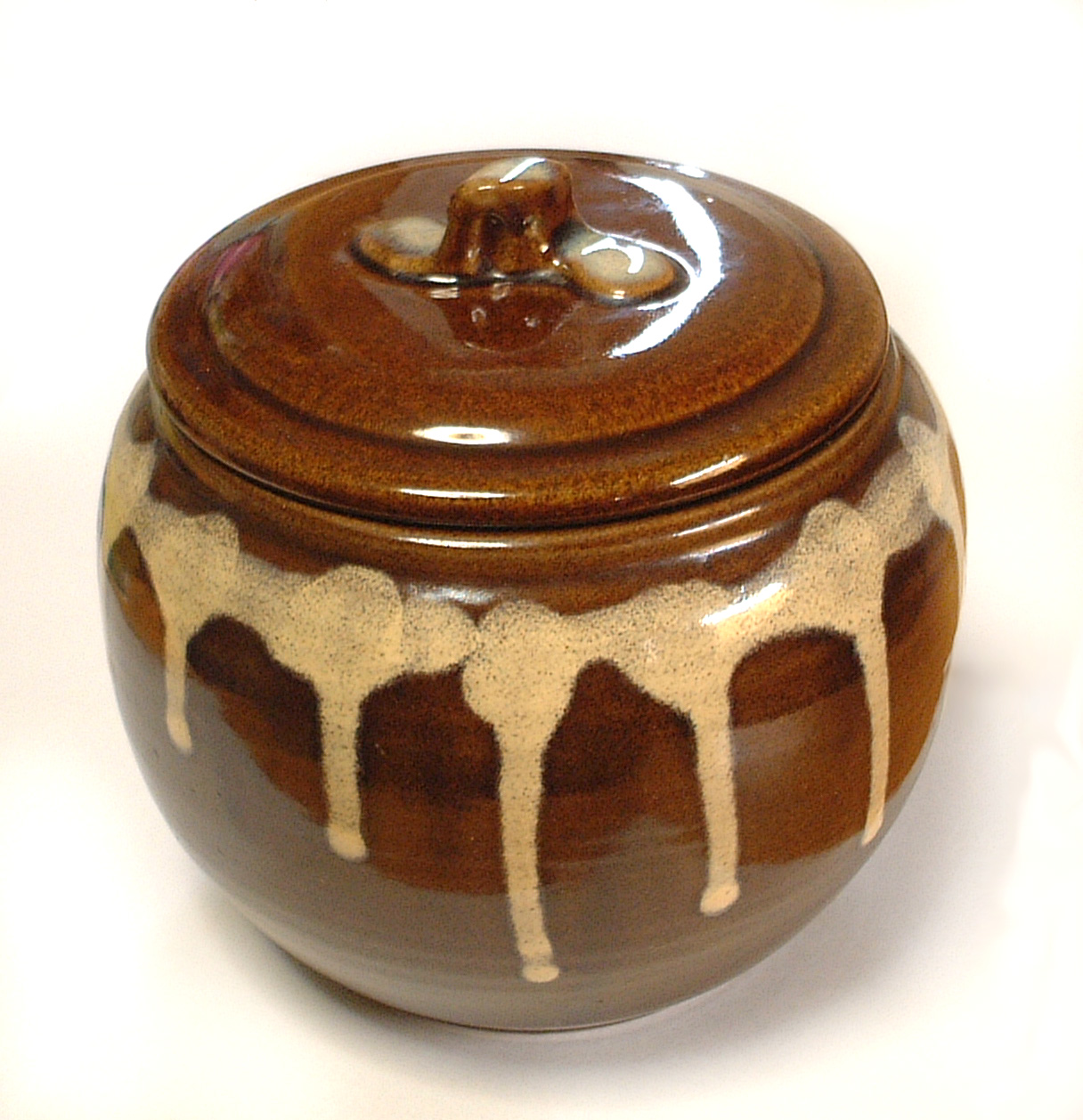
Garnuszek